# Felix Sandman
Karl Felix Wilhelm Sandman (* 25. Oktober 1998 in Värmdö) ist ein schwedischer Popsänger und Filmschauspieler.

## Leben
Felix Sandman studierte Gesang/Musical an der Dance Academy in Stockholm. Zusammen mit zwei Freunden wurde er 2012 dort zur Boygroup FO&O gecastet. Die Band bestand bis 2017 und veröffentlichte zwei Alben und eine Reihe von Chartsingles.
Nach dieser Zeit erhielt er einen neuen Plattenvertrag von Sony Music als Einzelkünstler. Er nahm beim Melodifestivalen 2018 teil und schaffte es ins Finale, wo er mit dem Titel Every Single Day den zweiten Platz erreichte.
2018 wurde mit Sandman eine der Hauptrollen in der schwedischen Netflix-Serie Quicksand (Schwedisch: Störst av allt) besetzt, in der er den Charakter Sebastian Fagermann spielte. 2019 spielte er in der Netflix-Serie Weihnachten zu Hause die Figur Jonas.
Im November 2019 wurde bekanntgegeben, dass er beim Melodifestivalen 2020 mit dem Lied Boys With Emotions teilnehmen wird.

## Diskografie

### Alben
- 2018: Emotions

### Singles
- 2018: Every Single Day
- 2018: Tror du att han bryr sig (mit Benjamin Ingrosso)
- 2018: Imprint
- 2018: Lovisa
- 2019: Something Right
- 2019: Happy Thoughts (mit Benjamin Ingrosso)
- 2019: Middle of Nowhere
- 2020: Boys with Emotions
- 2020: Relations (mit Astrid S)

## Filmografie (Auswahl)
- 2013: Vi är bäst!
- 2019: Quicksand – Im Traum kannst du nicht lügen (Störst av allt, Miniserie, 6 Folgen)
- 2019: Weihnachten zu Hause (Hjem til jul, Fernsehserie, 6 Folgen)
- 2020: Weihnachten zu Hause 2 (Hjem til jul 2), Fernsehserie, 6 Folgen)